# Vũ Ninh (xã)
Vũ Ninh là một xã thuộc huyện Kiến Xương, tỉnh Thái Bình, Việt Nam.
Xã có diện tích 5,48 km², dân số năm 1999 là 7.968 người, mật độ dân số đạt 1.454 người/km².